# Magma
Magma (græsk: ~ grød); smeltet eller delvis smeltet klippemateriale i jordens indre. Hvis det kommer op til jordoverfladen, bliver det til lava. Magma kan indeholde klippestykker fra omgivelserne, xenolitter, og krystaller dannet i magmaet, phenochryster. 

## Dannelse
Tre mekanismer kan danne magma:
- Trykfald: I midtoceanryggen vil den overliggende oceanbundskorpe flyttes fra midten. Det underliggende kappemateriale vil opleve et trykfald, og da smeltepunktet er lavere ved lavt tryk, vil den smelte. Den lette del af magmaet vil stige op og 'lukke' hullet.
- Solidus (smeltepunkt) falder: Ved destruktive pladegrænser vil den tungere oceanbundsplade trækkes ned i kappen. Oceanbundspladen er mange 100.000 år om at nå den omliggende temperatur, mens trykket udlignes med det samme. Mineraler som amfibol bliver ustabile ved 22 kilobar og dehydreres. Det producerede vand er let og stiger op i kappen. Termodynamiske forhold gør, at vandet får smeltepunktet til at falde betragteligt. Hvis det nye smeltepunkt er lavere end kappematerialets temperatur, vil det smelte. De lettere komponenter af magmaet vil stige op og skaber vulkanisme ved pladegrænserne (Japan, Chile osv.).
- Kontakt: Når magma stiger, skyldes det udelukkende, at dets massefylde er lavere end de omgivende bjergarters. Hvis det når en dybde med samme massefylde, vil opstigningen gå i stå (density trap). Det ovenliggende materiale vil så udsættes for en massiv opvarmning og selv danne magma. Massefylden for magma er lavere end for moderbjergarten, og derfor vil den nye magma stige. Når trykket falder tæt ved jordoverfladen, vil gasser i magmaet 'sprøjte' ud som lava eller aske (Hawaii, Island osv.).

Vulkaner dannes, når magmaet når overfladen – eller havbunden. Ved store opbygninger af gastryk, kan halvstørknet magma sprøjtes ud som lava. Rhombeporfyr er et eksempel på en "prøve" af magmaet. Større feldspatkorn i en matrix ("lyn"kølet magma).